# Kruis van Verdienste van de Nationale Bond "Het Mobilisatiekruis 1914-1918"
Het Kruis van Verdienste van de Nationale Bond "Het Mobilisatiekruis 1914-1918" is een particuliere onderscheiding, men zou ook van "Leden van Verdienste" van de bond en de Nationale Bond "Het Mobilisatiekruis 1914-1918 kunnen spreken maar de acht gedecoreerden ontvingen een afwijkende uitvoering van het ook door militairen gedragen Mobilisatiekruis 1914-1918.
Het kruis werd ingesteld door de Algemene Vergadering van de bond op 1 augustus 1939 ter gelegenheid van de 25-jarige herdenking van de aanvang van de mobilisatie tijdens de Eerste Wereldoorlog. Deze herdenking werd gehouden van 31 juli tot 2 augustus 1939. Het kruis kon door het hoofdbestuur worden toegekend aan personen die "zich geruime tijd bijzonder verdienstelijk hebben gemaakt ten opzichte van de Bond".

## De uitvoering van het kruis
Het Kruis van Verdienste is een zilveren, vierarmig kruis met aan de uiteinden geronde armen. We hebben te maken met een zilveren uitvoering van het door H.J. Jansen van Galen ontworpen kruis dat in brons het Mobilisatiekruis 1914-1918 werd en in "Berlijns zilver", een goedkope alliage, het Witte Mobilisatiekruis 1914-1918 mag heten.
De uiteinden van de vier armen zijn afgerond. Op de voorzijde zijn pijlenbundels afgebeeld. Deze bundels van pijlen werden al door keizer Karel V aan de Staten-Generaal voorgehouden als symbool van de kracht die eenheid verschaft.We hebben dus te maken met een oud Nederlands symbool van eenheid.
Op de armen staan de data "AUGUSTUS 1914 - NOVEMBER 1918, de vier jaren waarin Nederland, zo heet het in een toelichting, "zijn gewapende gereedheid, ten koste van grote persoonlijke en economische offers, heeft gehandhaafd".

Tussen de uiteinden van de armen bevindt zich een doorlopende krans van vergulde zilveren lauwerbladeren. Deze krans is het voornaamste onderscheid met de andere onderscheidingen die met de mobilisatie van 1914 samenhangen.
Op de keerzijde staat "LID VAN VERDIENSTE" gegraveerd.Verder is de achterzijde vlak.
Het kruis hangt aan een veelkleurig lint van moiré zijde. Aan weerszijden van het oranje lint is een bies in de kleuren van de Nederlandse vlag aangebracht. De bies is van het grote oranje vlak van het lint gescheiden door een smalle witte streep. Het kruis werd op rokkostuums ook als miniatuur gedragen.

## De acht dragers van het Kruis van Verdienste van de Nationale Bond "Het Mobilisatiekruis 1914-1918"
De Bond wilde een groot aantal Leden van Verdienste benoemen maar door weer een mobilisatie en de Duitse overval op Nederland kwam daarvan niets terecht.
- W.K.H. Anten
- De secretaris van de Nationale Bond "Het Mobilisatiekruis 1914-1918", G. Bergh
- H. Eijsten
- Luitenant-generaal B.D. J.G. Leverland
- Generaal C.J. Snijders RMWO; de opperbevelhebber van de strijdkrachten tijdens de mobilisatie was in 1939 op 87-jarige leeftijd gestorven.
- Luitenant-generaal B.D. W.H. van Terwisga, oud voorzitter van de Nationale Bond "Het Mobilisatiekruis 1914-1918" en in de Eerste Wereldoorlog commandant van het veldleger.
- Jac. de Vries sr.
- Luitenant-kolonel B.D. H.L. de Wijs

De uit het "Nationaal Comité Herdenking Mobilisatie 1914" voortgekomen bond werd in de oorlog opgeheven.